# Pseudosinella difficilis
Pseudosinella difficilis is een springstaartensoort uit de familie van de Entomobryidae. De wetenschappelijke naam van de soort is voor het eerst geldig gepubliceerd in 1927 door Denis.